# Ana María Orozco
Ana María Orozco Aristizábal (Bogotá, 4 de julio de 1973), conocida como Ana María Orozco, es una actriz colombiana. Es conocida por haber interpretado al personaje de Betty, en la telenovela Yo soy Betty, la fea (1999-2001), así como en las series Ecomoda (2001-2002) y Betty, la fea: la historia continúa (2024).

## Biografía y carrera

### 1973: primeros años
Ana María Orozco Aristizábal nació el 4 de julio de 1973 en Bogotá, siendo hija del actor Luis Fernando Orozco, y de la exlocutora de radio Carmenza Aristizábal. En los últimos años de la década de los setenta nacieron sus dos hermanas menores, la también actriz Verónica Orozco, y Juliana Orozco.

### 1973-1998: inicios actorales
Hizo su debut como actriz infantil entre 1973 y 1974, años en los que participó en las grabaciones de la telenovela, La envidia.
En 1998, fue parte de la telenovela Perro amor interpretando a La Vero, papel con el que ganó un premio Simón Bolívar en la categoría a Mejor actriz de reparto, así también como un premio Shock a Mejor Actriz Juvenil.

### 1998-2003:Yo soy Betty, la fea
En 1998, consiguió el papel protagónico en la telenovela Yo soy Betty, la fea, en la que personificó a Beatriz Pinzón Solano «Betty», una mujer mal vestida e insegura que entra a trabajar a una empresa de moda. El proyecto comenzó a transmitirse en 1999 y concluyó en 2001, en el que gracias al buen recibimiento de su personaje, logró consagrar su carrera profesional como actriz.
Durante las filmaciones del melodrama, se casó con su compañero de reparto, Julián Arango. Su matrimonio fue corto y se divorciaron antes de que culminara la novela. Entre 2001 y 2002, volvió representar a Betty en la serie Ecomoda, una continuación directa de Yo soy Betty, la fea, que fue cancelada a los cinco meses de su estreno  por no haber logrado igualar el éxito comercial de la telenovela.

### 2003-presente: proyectos y vida posterior
En 2003, participó en la obra de teatro Muelle Oeste, la cual tuvo una gira de presentaciones por México, Bolivia y Colombia. El mismo año, filmó una película independiente, El colombian dream. En 2005, incursionó en el doblaje prestando su voz para la película animada, El ratón Pérez. En enero de 2004, anunció su embarazo, y el 11 de junio, dio a luz a su hija Lucrecia Quaglia. El 29 de octubre de 2009, nació en Argentina Mía Quaglia, su segunda hija. 

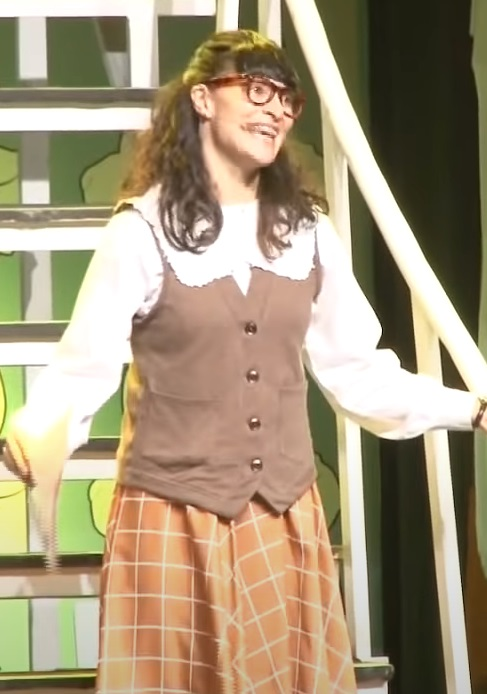
Caracterizada como Beatriz Pinzón Solano en 2019, durante una presentación de la obra teatral Yo soy Betty, la fea.

En 2012, fue convocada para ser la protagonista de la serie argentina, Mi problema con las mujeres. Igualmente en 2012, se divorció de su esposo Martín Quaglia, con quien había estado casada desde 2005. En 2014, estelarizó Somos familia. En 2016, intervino en la novela peruana, El regreso de Lucas. En 2017, participó en No olvidarás mi nombre. En 2018, participó en Simona, otra serie argentina que tuvo buen recibimiento.  
Luego de 22 años, retomó una vez más al personaje de Betty en la serie, Betty, la fea: la historia continúa, una continuación directa de la original Yo soy Betty, la fea, en la que no se tomaron en cuenta los eventos ocurridos en Ecomoda.

## Filmografía

### Cine
| Año  | Título             | Papel    |
| ---- | ------------------ | -------- |
| 2006 | El colombian dream | Nicole   |
| 2016 | Vidas partidas     | Milagros |
| 2017 | Soy tu karma       | Renata   |

### Doblaje
| Año  | Título         | Papel |
| ---- | -------------- | ----- |
| 2006 | El Ratón Pérez | Pilar |

### Televisión
| Año       | Título                              | Papel                                           |
| --------- | ----------------------------------- | ----------------------------------------------- |
| 1973-1974 | La envidia                          | Nana                                            |
| 1983-1985 | Pequeños Gigantes                   | Nicol                                           |
| 1987      | Imagínate                           |                                                 |
| 1988      | Don Camilo                          | Rosa                                            |
| 1988      | Mi generación                       |                                                 |
| 1989-1990 | Los duros en acción                 |                                                 |
| 1992      | Sangre de lobos                     | Belinda                                         |
| 1993      | La potra zaina                      | Magdalena Ahumada                               |
| 1994      | Almas de Piedra                     | Claudia / Lucía Villalba                        |
| 1995      | O todos en la cama                  |                                                 |
| 1995      | Flor de oro                         | Helena Amaya                                    |
| 1996      | La huella de tus besos              | Lucía Botero                                    |
| 1997      | Tiempos difíciles                   | Maestra Sarita                                  |
| 1998      | Perro amor                          | Verónica Murillo                                |
| 1999-2001 | Yo soy Betty, la fea                | Beatriz Aurora «Betty» Pinzón Solano de Mendoza |
| 2001-2002 | Ecomoda                             | Beatriz Aurora «Betty» Pinzón Solano de Mendoza |
| 2006      | Mujeres asesinas 2                  | Mara. Ep: Mara, Alucinada                       |
| 2007      | Amas de casa desesperadas           | Susana Martínez                                 |
| 2007      | Mujeres asesinas                    | Helena. Ep: Helena, la Monja                    |
| 2008      | Oportunidades                       | Celia                                           |
| 2011      | Los Únicos                          | Gabriela Montillo                               |
| 2011      | Historias de la primera vez         | Verónica                                        |
| 2012      | Mi problema con las mujeres         | Verónica Belforte                               |
| 2012-2013 | Ciclo de cine «para enamorarse»     | Clara                                           |
| 2013      | Historias de corazón                | Juana                                           |
| 2014      | Somos familia                       | Manuela Paz/Ramona                              |
| 2016-2017 | El regreso de Lucas                 | Elena Díaz Ayala                                |
| 2017      | No olvidarás mi nombre              | Mónica Zapata                                   |
| 2018      | Simona                              | Marilina Mendoza                                |
| 2020      | Perdida                             | Milena Jiménez Mendoza                          |
| 2022      | Cochina envidia                     | María                                           |
| 2024-2025 | Betty, la fea: la historia continúa | Beatriz Aurora «Betty» Pinzón Solano de Mendoza |

### Teatro
| Año       | Título               | Papel                                |
| --------- | -------------------- | ------------------------------------ |
| 2002      | Muelle Oeste         | Monique                              |
| 2017-2019 | Yo soy Betty, la fea | Beatriz Aurora Pinzón Solano «Betty» |

## Premios
| Año  | Categoría                            | Producción           | Premio                            |
| ---- | ------------------------------------ | -------------------- | --------------------------------- |
| 1998 | Mejor Actriz Juvenil                 | Perro amor           | Revista Shock de Colombia         |
| 1998 | Mejor actriz de reparto              | Perro amor           | Simón Bolívar de Colombia         |
| 2000 | Mejor actriz protagónica             | Yo soy Betty, la fea | India Catalina de Colombia        |
| 2000 | Mejor actriz internacional           | Yo soy Betty, la fea | 2 de Oro de Venezuela             |
| 2000 | Mejor actriz internacional           | Yo soy Betty, la fea | TV Grama de Chile                 |
| 2000 | Mejor actriz                         | Yo soy Betty, la fea | TV Elenco de Colombia             |
| 2001 | Mejor actriz protagónica de novela   | Yo soy Betty, la fea | TVyNovelas de Colombia            |
| 2001 | Mejor actriz protagónica extranjera  | Yo soy Betty, la fea | TVyNovelas de México              |
| 2001 | Figura internacional femenina        | Yo soy Betty, la fea | ACE de Estados Unidos             |
| 2002 | Personaje televisivo del año         | Yo soy Betty, la fea | Grupo Editorial Correos de España |
| 2002 | Por la mejor telenovela del año 2001 | Yo soy Betty, la fea | Revista TP de España              |
| 2002 | Actriz del año                       | Yo soy Betty, la fea | INTE de Estados Unidos            |